# Lawton (Oklahoma)
Lawton – miasto w Stanach Zjednoczonych, w południowo-zachodniej części stanu Oklahoma. Około 92,7 tys. mieszkańców.

## Miasta partnerskie
- Güllesheim